# Skanawan
Skanawan – miasto w Stanach Zjednoczonych, w stanie Wisconsin, w hrabstwie Lincoln.